# Drybeck
Drybeck är en by i Cumbria, i England.